# Spiculopteragia spiculoptera
Spiculopteragia spiculoptera är en rundmaskart som först beskrevs av Guschanskaya 1931.  Spiculopteragia spiculoptera ingår i släktet Spiculopteragia och familjen Trichostrongylidae. Arten är reproducerande i Sverige. Inga underarter finns listade i Catalogue of Life.